# Gorle
Gorle ist eine italienische Gemeinde (comune) mit 6557 Einwohnern (Stand 31. Dezember 2023) in der Provinz Bergamo, Region Lombardei.

## Geographie
Gorle liegt vier km östlich der Provinzhauptstadt Bergamo und 50 km nordöstlich der Metropole Mailand.
Die Nachbargemeinden sind Bergamo, Pedrengo, Ranica, Scanzorosciate, Seriate und Torre Boldone.

## Sehenswürdigkeiten
- Das Castello di Gorle wurde im 11. Jahrhundert als Festung erbaut.
- Die Villa Zavaritt stammt aus dem Jahr 1570.